# ژان یاکوبی
ژان یاکوبی (آلمانی: Jean Jacoby; ۲۶ مارس ۱۸۹۱ – ۹ سپتامبر ۱۹۳۶) نقاش اهل لوکزامبورگ بود.
از افتخارات وی میتوان به کسب ۲ مدال طلا مسابقات هنری در بازی‌های المپیک تابستانی ۱۹۲۸ اشاره کرد.